# Katastrofa lotu China Eastern Airlines 5735
Katastrofa lotu China Eastern Airlines 5735 – wypadek lotniczy samolotu Boeing 737-89P, należącego do linii lotniczych China Eastern Airlines, do którego doszło 21 marca 2022, w odległości 26 kilometrów od miasta Wuzhou w Chinach. W wyniku wypadku śmierć poniosły 132 osoby (123 pasażerów i 9 członków załogi) – wszystkie osoby, które znajdowały się na pokładzie.

## Samolot

Trasa lotu z serwisu Flightradar24

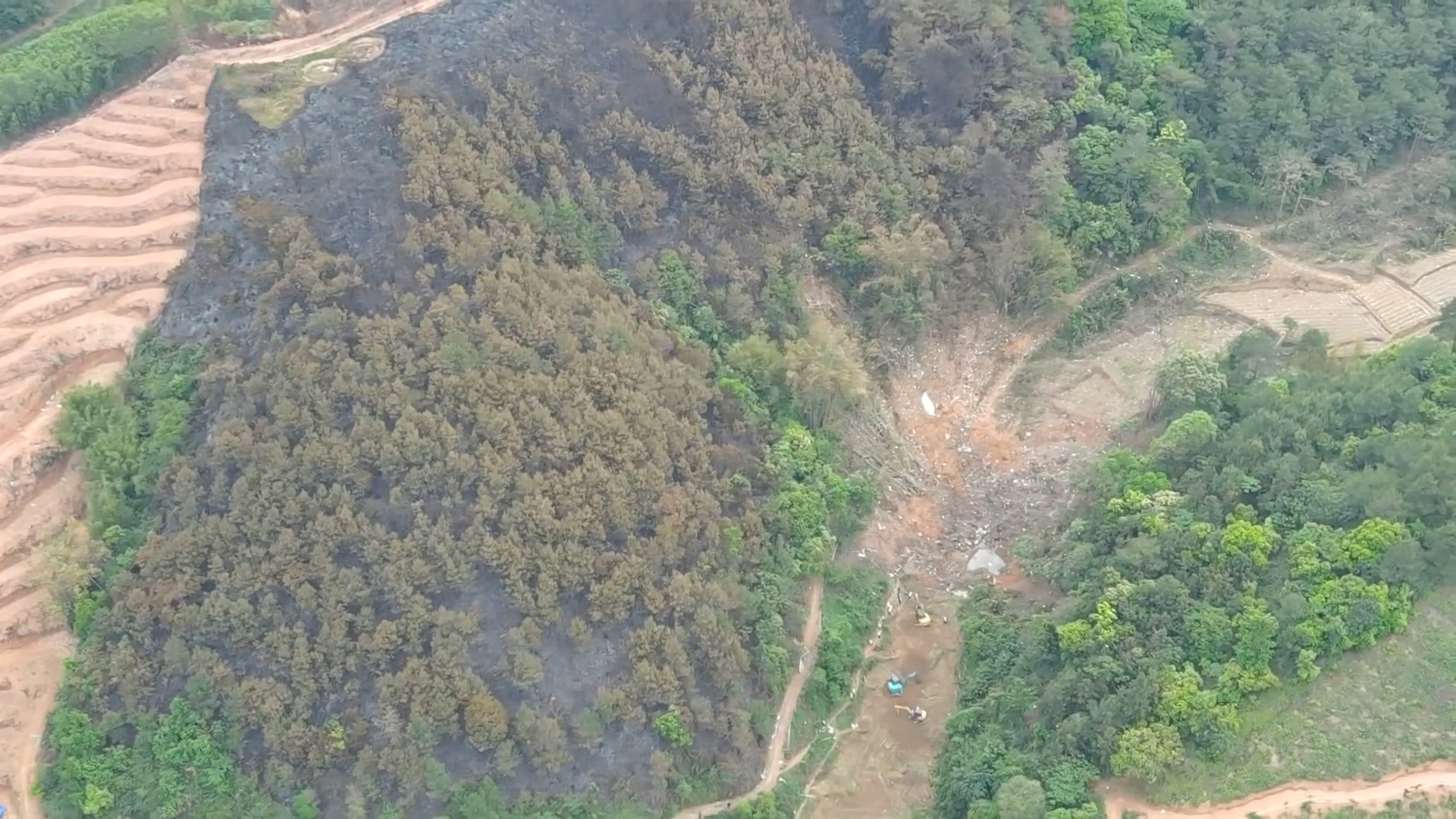
Miejsce zdarzenia

Katastrofie uległ wyprodukowany w 2015 roku samolot Boeing 737-89P o numerze seryjnym 41474. Po oblocie dokonanym 5 czerwca 2015 roku został przekazany 25 czerwca 2015 roku liniom lotniczym China Eastern Airlines, gdzie został pomalowany w barwy linii lotniczych Yunnan Peacock. Otrzymał numer rejestracyjny B-1791.

## Przebieg lotu
Samolot wystartował z międzynarodowego lotniska w Kunmingu o godzinie 13:15 czasu lokalnego (05:15 UTC). Na docelowym lotnisku miał wylądować o godzinie 15:05 (07:05 UTC).
Na cztery godziny przed wypadkiem służby meteorologiczne z Wuzhou wydały ostrzeżenie o silnych wiatrach konwekcyjnych.
O godzinie 14:22 (06:22 UTC) samolot wszedł w nagłe, strome, dwuminutowe zniżanie z pułapu 8900 do 2300 m. Członkowie załogi zdołali wyrównać lot i rozpocząć wznoszenie. Po 10 sekundach, osiągnąwszy wysokość 2600 m, Boeing ponownie zaczął stromo opadać ku ziemi. 30 sekund później samolot osiągnął końcową zarejestrowaną wysokość 983 m, po czym zniknął z radarów. Maszyna rozbiła się w górzystym regionie w okolicach Wuzhou. Wypadek wywołał pożar lasu.
Wypadek został sfilmowany przez kamerę monitoringu należącą do lokalnej firmy wydobywczej.

## Akcja ratunkowa
Strażacy z prefektury Wuzhou poinformowali o tym, że 450 strażaków zostało wysłanych na miejsce katastrofy. Pierwsze służby dotarły na miejsce dopiero o godzinie 15:56. Dotarcie na miejsce utrudniał pożar lasu wywołany zderzeniem samolotu z ziemią.